# فهرست دانشگاه‌های داکوتای جنوبی

## دانشگاه‌ها و کالج‌های عمومی و دولتی
- دانشگاه ایالتی داکوتای جنوبی
- دانشگاه داکوتای جنوبی